# James Carroll Beckwith
Pour les articles homonymes, voir Beckwith.
James Carroll Beckwith, né à Hannibal (Missouri) le 23 septembre 1852, et mort le 24 octobre 1917 à New York, est un peintre américain.

## Biographie

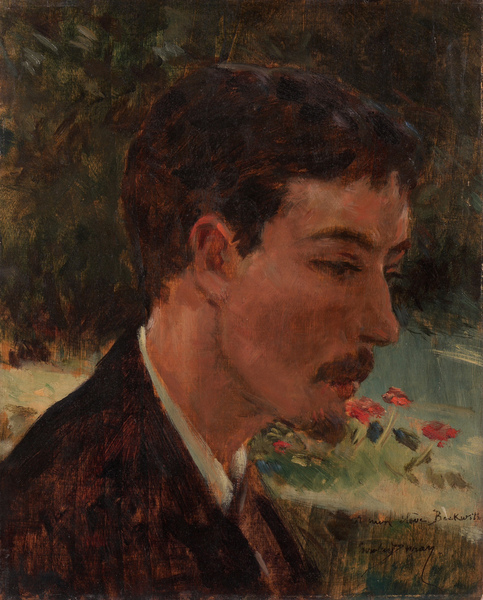
Portrait par Carolus-Duran, vers 1877
Heckscher Museum of Art, Huntington

James Carroll Beckwith étudie son art à la National Academy of Design de New York, dont il devient par la suite l'un des membres, puis à Paris (1873-1878) sous la direction d'Adolphe Yvon et Carolus-Duran. De retour aux États-Unis, il s'impose rapidement comme un peintre majeur.
Il prend une part importante dans la création de la Fine Arts Society, et devient président de la National Free Art League. Parmi ses œuvres, on compte des portraits de William Merritt Chase (1882), Miss Jordan (1883), Mark Twain, T. A. Janvier, John Schofield et William Walton. Il a également décoré l'une des coupoles du bâtiment des manufactures à l'Exposition universelle de 1893 à Chicago.

## Galerie

Œuvres de James Carroll Beckwith
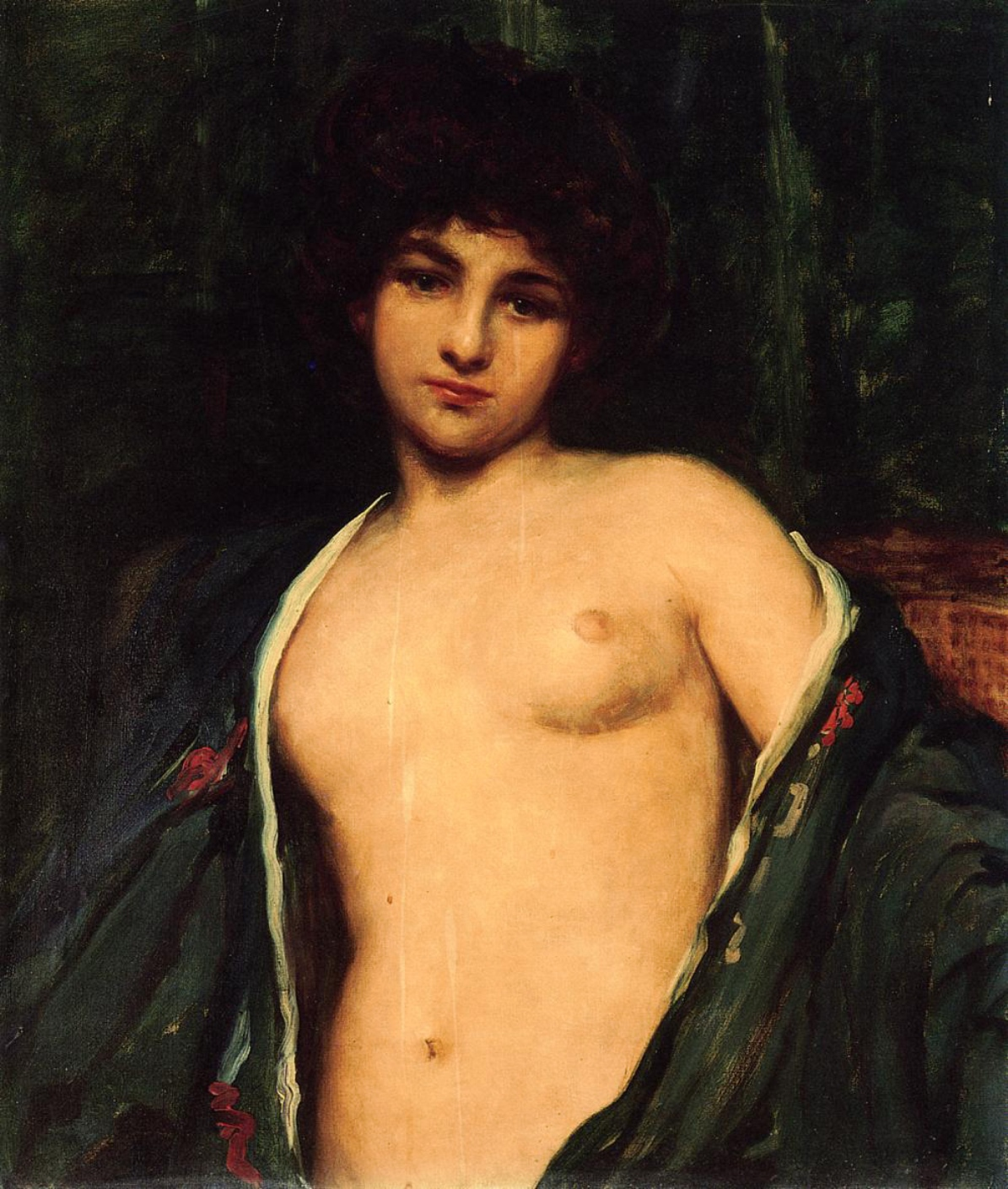
Portrait de Evelyn Nesbitt, localisation inconnue.
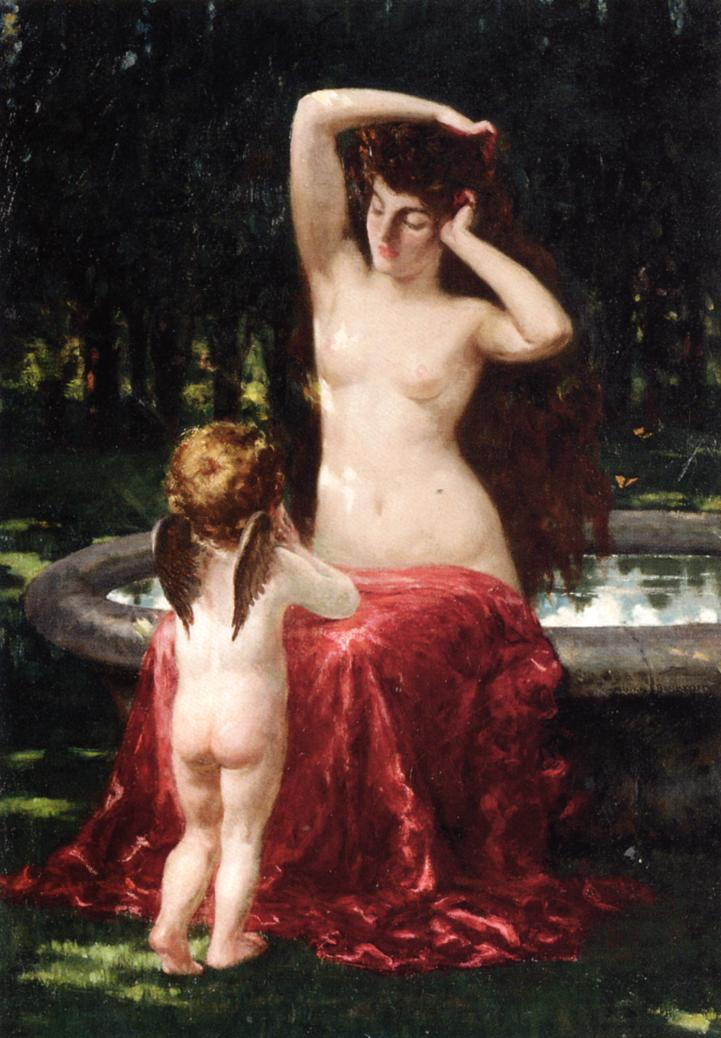
Sylvan Toilette (vers 1897), localisation inconnue.
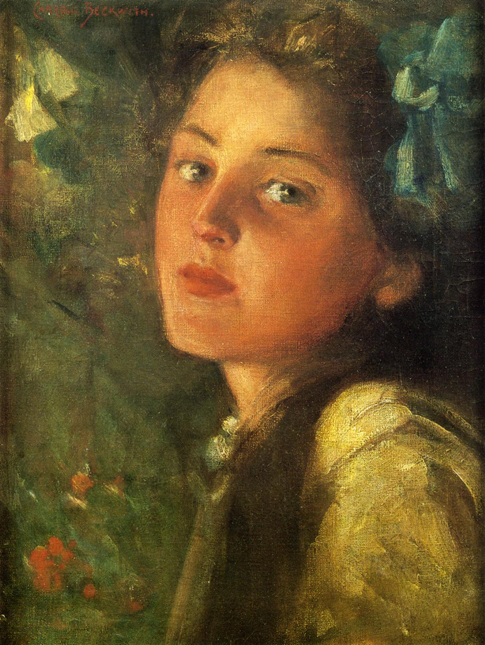
A Wistful Look, localisation inconnue.
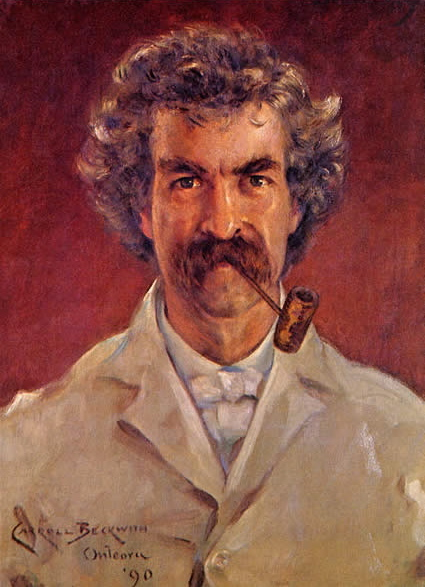
Mark Twain, localisation inconnue.
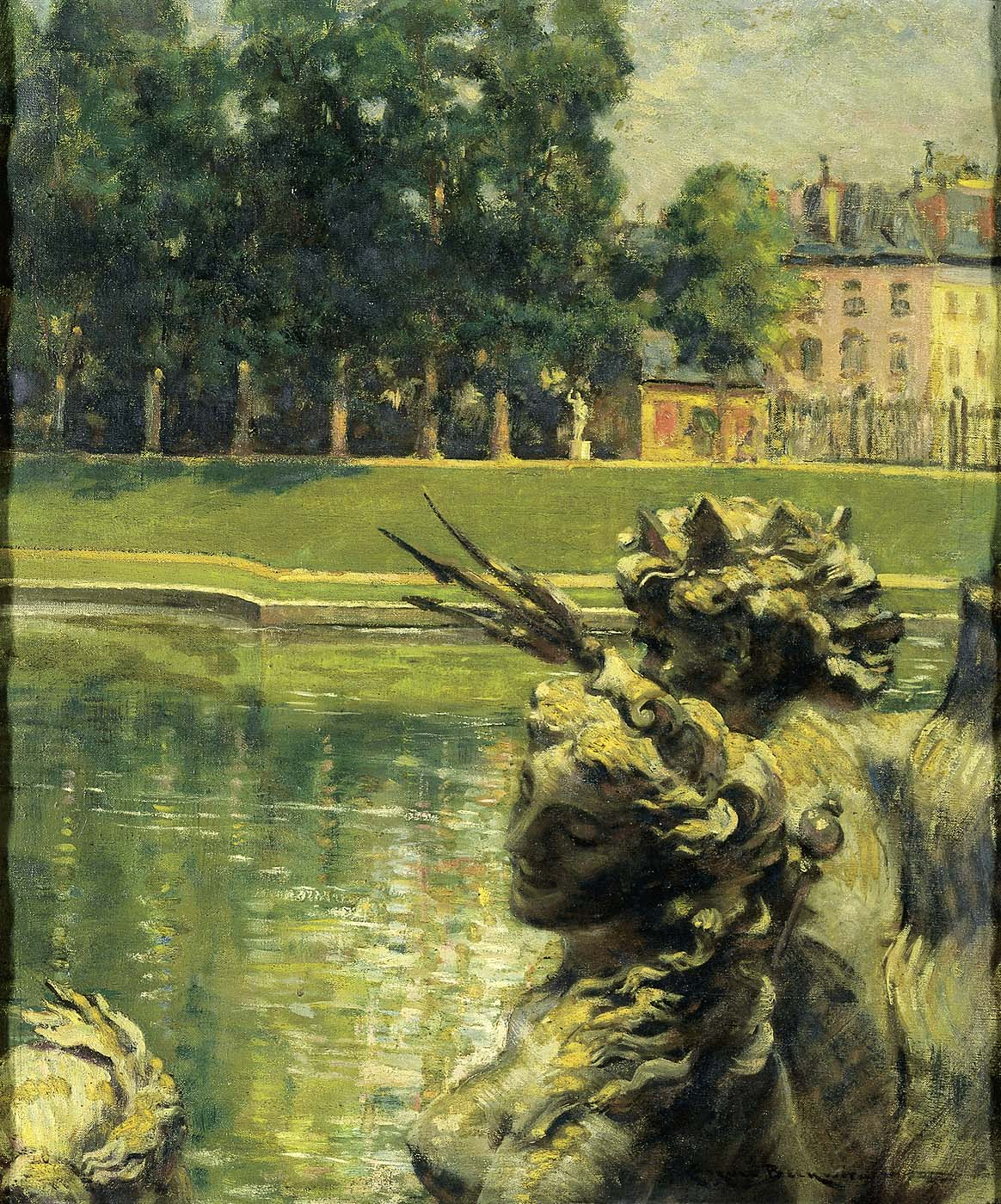
Le Bassin de Neptune, Versailles, localisation inconnue.
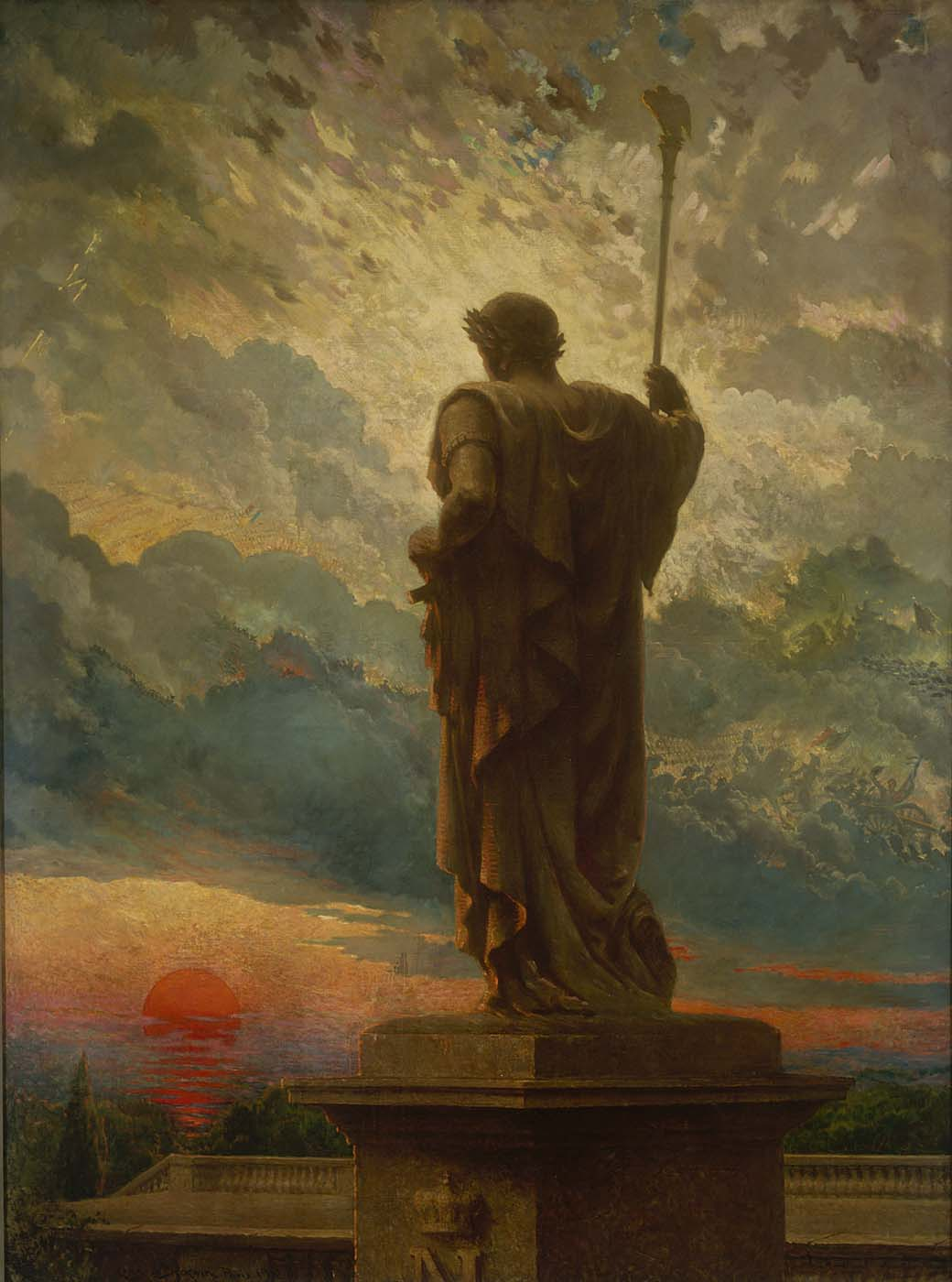
L'Empereur (1912), Smithsonian American Art Museum.
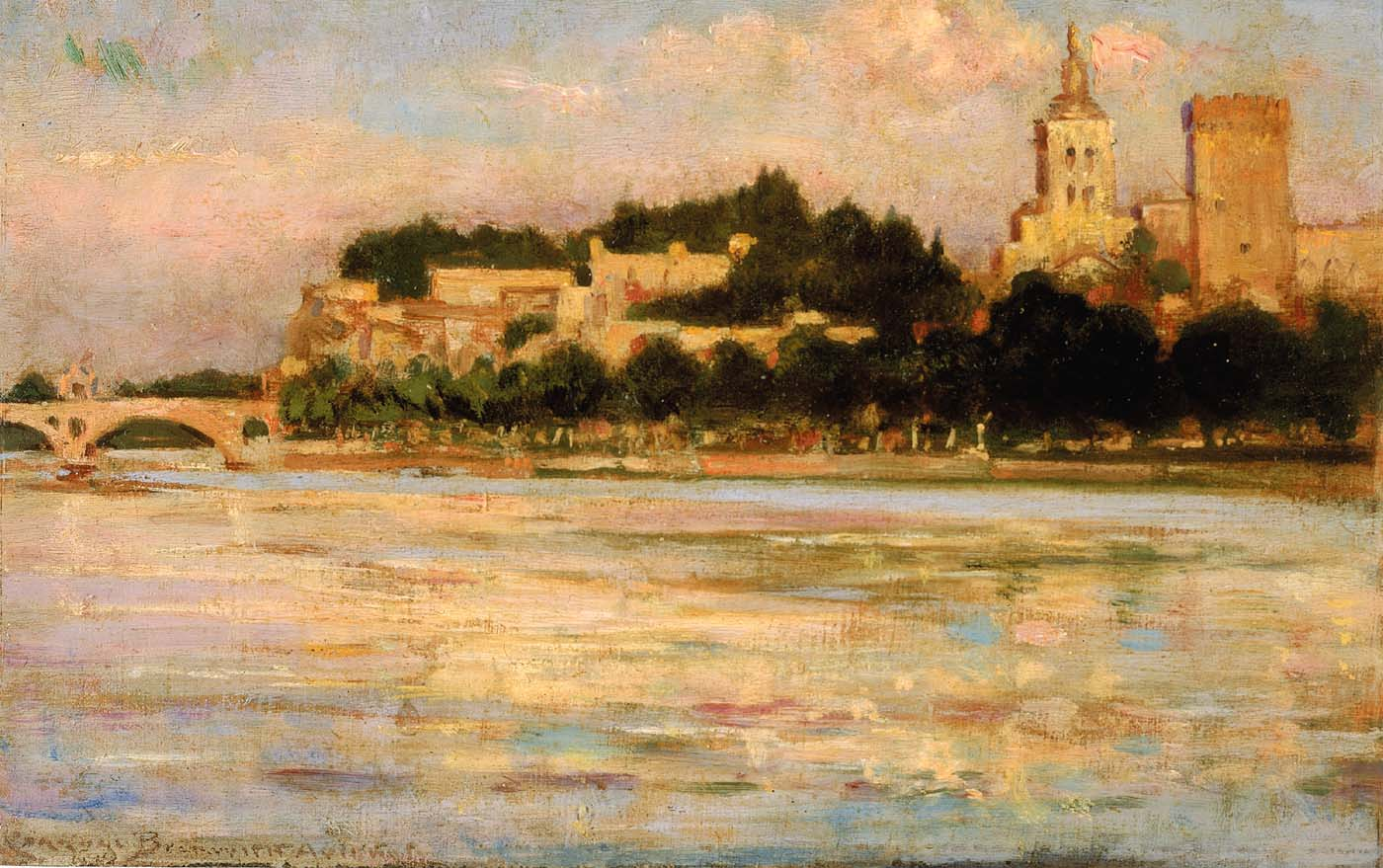
Le Palais des papes et le Pont d'Avignon, localisation inconnue.
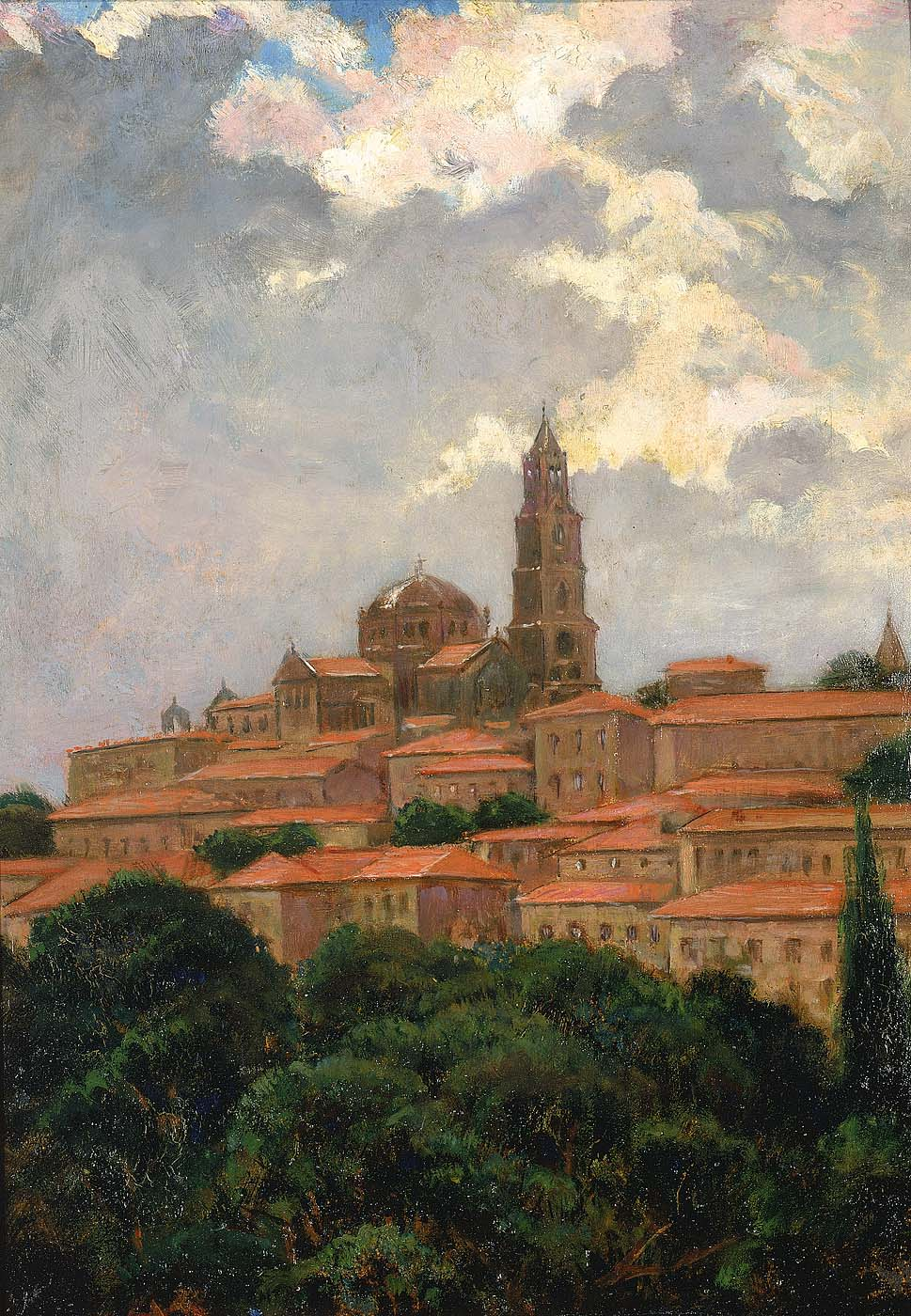
La Cathédrale Notre-Dame du Puy (Le Puy-en-Velay), localisation inconnue.

### Source
- (en) Cet article est partiellement ou en totalité issu de l’article de Wikipédia en anglais intitulé « James Carroll Beckwith » (voir la liste des auteurs).
- (en) David B. Dearinger, Paintings and Sculpture in the Collection of the National Academy of Design, New York, Manchester, Hudson Hills Press, 2004  (ISBN 9781555950293)